# Aroochan
Aroochan (persiska: آروچان, اَلوچان, اَرُّچَن, آروجان, Ūrchān, ورچان, Ārūchān) är en ort i Iran.   Den ligger i provinsen Qazvin, i den nordvästra delen av landet, 200 km väster om huvudstaden Teheran. Aroochan ligger 1 968 meter över havet och antalet invånare är 654.
Terrängen runt Aroochan är kuperad, och sluttar söderut. Runt Aroochan är det ganska glesbefolkat, med 38 invånare per kvadratkilometer. Närmaste större samhälle är Ābgarm, 13,2 km sydost om Aroochan. Trakten runt Aroochan består i huvudsak av gräsmarker.